# Václav Černý (politik)
Václav Černý (1913–1997) byl český hutní inženýr, ministr československé vlády v letech 1957–1960.
Narodil se v Příbrami, kde také později vystudoval Vysokou školu báňskou. Vojenskou povinnost splnil v Táboře, v hodnosti četař-aspirant. Po vojenské službě nastoupil do zaměstnání, kde se stal provozním inženýrem ve válcovnách PSŽ (Pražská železářská společnost) v Kladně. Po 2. světové válce se stal tamtéž vedoucím válcoven. PSŽ byla později včleněna do podniku SONP Kladno, přičemž původní PSŽ dále existovala v konglomerátu pod novým názvem Huť Koněv (specializace na výrobu surového železa a železných odlitků, Poldi Ocel se naproti tomu specializovala na výrobu ušlechtilé a nerez oceli).
V 50. letech byl odvolán do Prahy na Ředitelství hutí. Později byl delegován na Ministerstvo hutí a rudných dolů, kde se stal posléze vedoucím Hlavní správy (tzv. glavkař). V letech 1954–1957 byl náměstkem ministra hutí a rudných dolů, k 1. srpnu 1957 byl jmenován ministrem hutního průmyslu a rudných dolů (druhá vláda Viliama Širokého), kde působil od 1. srpna 1957 do 11. července 1960.
Po roce 1960 se stal ředitelem Výzkumného ústavu hutnictví v Praze. Několik let poté se stal opět technickým ředitelem hutě POLDI SONP Kladno. V období normalizace (po pražském jaru) byl pro své protesty proti normalizačním snahám z této pozice odvolán a pracoval dále v Ústavu hutnictví železa v Praze jako řadový zaměstnanec.
Od poloviny 70. let byl ve starobním důchodu.
Jeho žena Věra Černá je vzdálená příbuzná Františka Kouckého, námořníka, popraveného za vzpouru proti Rakousku-Uhersku v roce 1918 v Pule.